# Agustí Pedro i Pons
Agustí Pedro i Pons (Barcelona, 9 de maig de 1898 - Barcelona, 17 de març de 1971) va ser un metge català.
Catedràtic de Patologia i Clínica Mèdiques de la Facultat de Medicina de la Universitat de Barcelona des del 1927, esdevingué el gran clínic català de la seva generació. Presidí l'Acadèmia de Ciències Mèdiques de Catalunya i Balears (1939-58) i l'Acadèmia de Medicina de Barcelona (1957-1971). El seu Tratado de patología y clínica médicas (1950-1958), on col·laboraren nombrosos especialistes, fou obra de consulta bàsica durant molts anys.
Molt vinculat a la vida cultural catalana, va ser un dels prohoms que adquiriren el Teatre Romea de Barcelona per evitar-ne la desaparició, i reuní una biblioteca molt important, que a la seva mort passà a la Biblioteca de Catalunya. És enterrat al Cementiri de Montjuïc.
Entre els seus alumnes destaquen Jaume Rotés Querol i Pere Farreras i Valentí.
Propietari de Can Mestres, a Sarrià, va deixar la finca en testament a la Universitat de Barcelona per a ser la seu de la Fundació Universitària Agustí Pedro i Pons, amb la finalitat de concedir ajuts per ampliar estudis o elaborar treballs de recerca per a diferents facultats i estudis musicals.